# محمد بن عمر التونسي
الشيخ محمد بن عمر التونسي (1204 - 1274هـ، 1789- 1857م) هو عالم تونسي بمفردات اللغة واصطلاحاتها رحل إلى السودان ومصر، واختير في الأخيرة مصححًا للكتب في مدرسة أبي زعبل. ترجم هناك العديد من الكتب في مجالات الكيمياء والطب والنبات وكان المسؤول عن تحرير الكتب المترجمة وصقل لغتها وتحديد مصطلحاتها. عكف على تدريس الحديث في مسجد السيدة زينب بالقاهرة وأمضى هناك فترة من الزمن حتى وافته المنية.
من مؤلفاته المعروفة كتابه الشذور الذهبية في الألفاظ الطبية الذي رتبه حسب الحروف الأبجدية (مخطوط) وكتابه تشحيذ الأذهان بسيرة بلاد العرب والسودان وألف كتاب الرحلة إلى واداي وكتاب الدر اللامع في النبات وما فيه من الخواص والمنافع الذي أضيفت له سيرة لحياته.

## النشأة
وُلِد محمد عمر سليمان بتونس يوم الجمعة 15 ذو القعدة 1204 هـ (الموافق 27 يوليو 1789 م). أمه امرأة مصرية تزوجها أبوه أثناء مكثه بمصر ثم هاجر بها إلى تونس قبل ميلاد محمد بخمس شهور. عاد والده بأسرته إلى مصر بعد ميلاد محمد بثلاث سنين أي عام 1207 هـ وعاش معهم هناك حتى توفي أبوه سليمان بسنار في سنة 1211 هـ فسافر إليها عمر للحاق بإخوته من أبيه. ترك عمر لأهله لهم زادًا يكفيهم لمدة ستة أشهر إلا أنه غاب عنهم سنة كاملة بدون من يعولهم حتى كفلهم عمه الطاهر الذي مكث بمصر فترة إلا أنه لم يطق البقاء فيها بعد وفاة ابنه.
ظل محمد يطلب العلم بالأزهر حتى ضاقت معيشته وسمع برحيل قافلة إلى دارفور التي كان قد سمع أن أباه وعمه انتقلوا إليها. سارت القافلة من الفسطاط إلى منفلوط فبو عدي ومنها ساروا إلى الواحات الداخلة حتى وصلوا إلى بلدة حلة جولتو التي التقى فيها أبوه وعمه.

## رحلته في السودان
مكث محمد عند أبوه ثلاثًا ثم بعثه مع عمه في أول شعبان عام 1218 بهدايا إلى سلطان دارفور عبد الرحمن بن أحمده ببلدة تندلتي (الفاشر) فوصلها بعد يومين. لقيت الهدايا التي معه القبول وكساه الوزير الشيخ محمد كرا بالكشمير والقطن الهندي الفاخر وأهداه جاريتن وعبد وبعثه برسالة إلى والده. أقام محمد مع والده شهر رمضان ثم سافر أبوه إلى الفاشر ليستأذن بالسفر إلى تونس على أن يترك محمد ليدير أملاكه. طاف محمد ببلاد السودان في المدة التي قضائها هناك وذكر ذلك في كتابه شحيذ الأذهان بسيرة بلاد العرب والسودان. ثم عاد إلى مصر بعدما فقد كل أمواله.

## حياته في مصر
أقبل في مصر على تعلم العلم الشرعي مرة ثانية ودخل في خدمة محمد علي بوظيفة واعظ في الآلاى الثامن من المشاة، وكان في جيش إبراهيم باشا الذي أخمد ثورة المورة. عندما عاد إلى مصر عمل مصححًا للكتب الطبية في مدرسة أبي زعبل وهناك قابل د. برون، الذي اهتم بكتابات محمد. اشتغل محمد بتدريس الحديث كل يوم الجمعة في مسجد السيدة زينب بالقاهرة حتى وافته المنية سنة 1274 هـ (الموافق 1857م).

## مؤلفاته
مؤلفاته الباقية والمعروفة ثلاث وهي التالية: تشحيذ الأذهان بسيرة بلاد العرب والسودان الذي طبعه د. بورن في باريس سنة 1950، سرد فيه تفاصيل رحلته إلى السودان مع تقديم معلومات هامة عن تاريخ السودان الحديث. والرحلة إلى واداي نسخته العربية ضائعة ولكن نسخته الفرنسية التي نشرت في عام 1851 باسم Voyage au Ouaday موجودة. والشذور الذهبية في المصطلحات الطبية هو معجم كبير للمصطات الطبية والعلمية باللغة العربية، فيه بعض من المصطلحات المترجمة عن الفرنسية واللاتينية والفرنسية. اختارت المنظمة العربية للتربية والثقافة والعلوم نسخة الكتاب الصادرة عن مركز تحقيق التراث العربي بجامعة مصر للعلوم والتكنولوجيا كتابَ العام للبحث التراثي بالوطن العربي لعام 2023م.
لكنها أشرف على طباعة العديد من الكتب القديمة مثل مقامات الحريري والمستطرف للأبشيهي، وصحح العديد من الكتب الطبية الكثير مثل الدر اللامع في النبات وما فيه من خواص والمنافع والجوار السنية في الأعمال الكيماوية وكنوز الصحة وبواقيت المنحة والتنقيح الوحيد في التشريح الخاص الجديد وروضة النجاح الكبرى في العمليات الجراحية الصغرى والدرر الغوال في معالجة أمراض الأطفال. وكتاب الدر اللامع في النبات وما فيه من الخواص والمنافع.